# Loving You (album)
Loving You er en LP-plade med Elvis Presley, udsendt i juli 1957, samtidig med premiere på filmen Loving You. Albummet blev produceret af RCA med nummeret RCA LPM 1515.
Albummet rummer melodierne fra filmen sammen med en række 'bonussange', der var lagt på LP'en for at udfylde den, eftersom filmen kun rummede syv sange. Princippet med 'bonussange' til at udfylde ledig plads på soundtrackene fra Presleys film blev i øvrigt en flittigt anvendt metode op gennem 1960'erne. Alle LP'ens sange er indspillet hos Radio Recorders i Hollywood i perioden 12. januar – 24. februar 1957.

## Personerne bag albummet
- Steve Sholes, producer
- Elvis Presley, sang
- Scotty Moore, guitar
- Tiny Timbrell, guitar
- Dudley Brooks, klaver
- Hoyt Hawkins, klaver
- Gordon Stoker, klaver
- Bill Black, bas
- D.J. Fontana, trommer
- George Fields, mundharpe
- The Jordanaires, kor

## Sangene
Sangen "Loving You", der er titelmelodi til filmen, er indsunget af Elvis Presley den 24. februar 1957. Den blev samtidig udsendt som B-side på en single, hvor A-siden var "Teddy Bear", ligeledes hentet fra filmen. "Teddy Bear", som vel nok er den bedst kendte af sangene fra filmen, blev indspillet den 18. januar 1957.
LP'en, der kun (oprindeligt) blev udsendt som Mono, bestod af flg. 12 sange:

### Side 1
- "Mean Woman Blues" (Claude Demetrius)
- "Teddy Bear" (Kal Mann, Bernie Lowe)
- "Loving You" (Jerry Leiber, Mike Stoller)
- "Got A Lot O' Livin' To Do" (Aaron Schroeder, Ben Weisman)
- "Lonesome Cowboy" (Sid Tepper, Roy C. Bennett)
- "Hot Dog" (Jerry Leiber, Mike Stoller)

### Side 2
- "Party" (Jessie Mae Robinson)
- "Blueberry Hill" (Vincent Rose, Al Lewis, Larry Stock) ('bonussang')
- "True Love" (Cole Porter) ('bonussang')
- "Don't Leave Me Now" (Aaron Schroeder, Ben Weisman) ('bonussang')
- "Have I Told You Lately That I Love You?" (Johnny Russell, Scott Wiseman) ('bonussang')
- "I Need You So" (Ivory Joe Hunter) ('bonussang')